# Kabupaten de Sidenreng Rappang

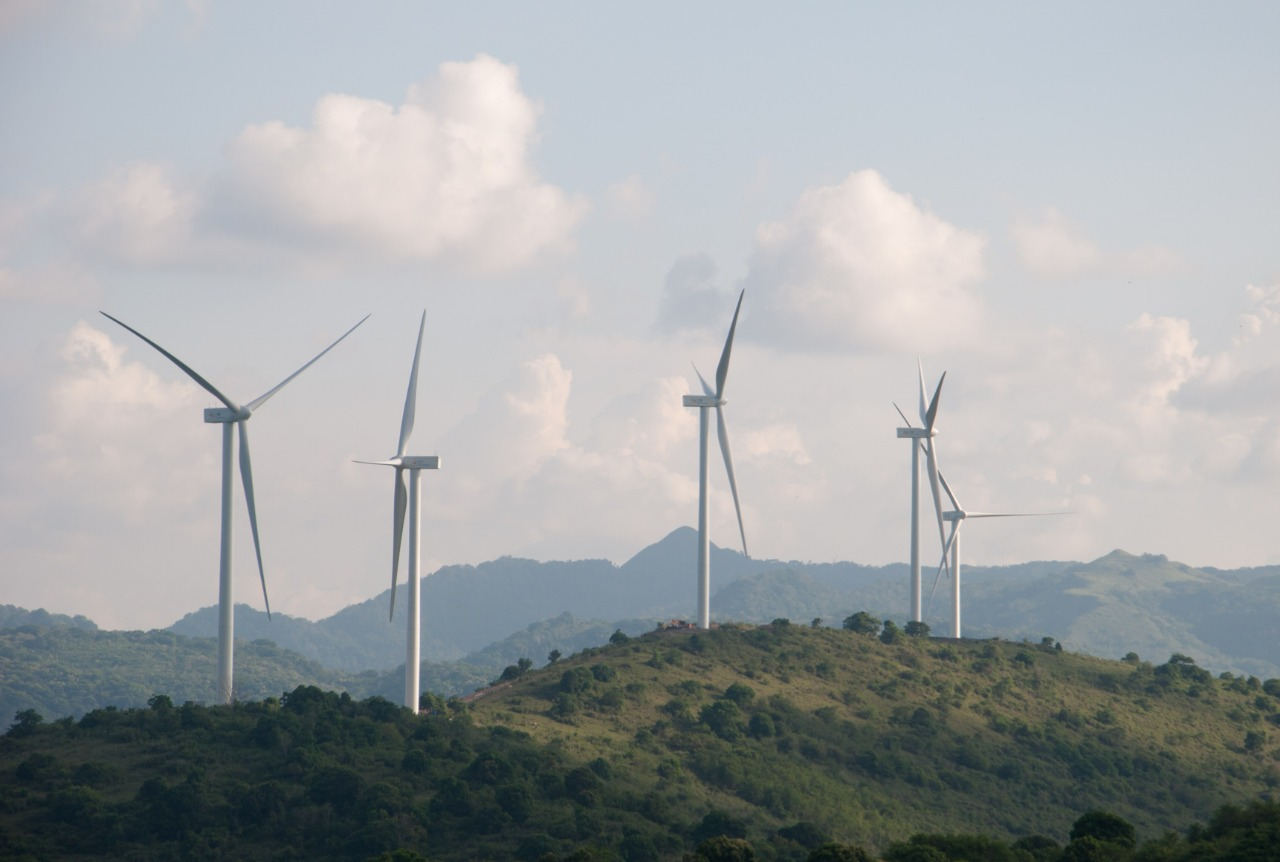
Parc éolien Sidrap, la première centrale éolienne d'Indonésie, à Kabupaten de Sidenreng Rappang.

Le kabupaten de Sidenreng Rappang, en indonésien Kabupaten Sidenreng Rappang, est un kabupaten de la province indonésienne de Sulawesi du Sud dans l'île de Célèbes. Son chef-lieu est Pangkajene.

## Géographie
Le kabupaten est bordé :
- Au nord par celui de Enrekang,
- Au est, par celui de Wajo,
- Au sud, par celui de Soppeng,
- À l'ouest, par celui de Pare-Pare.